# Victoria de los Ángeles
Victoria de los Ángeles López García (1. listopadu 1923 Barcelona – 15. ledna 2005 Barcelona) byla španělská operní pěvkyně a lyrická sopranistka, jejíž kariéra vrcholila v 50. letech 20. století. V roce 1941, ještě jako studentka, debutovala jako Mimì v Bohémě v barcelonském divadle Liceu. V roce 1947 vyhrála první cenu na Mezinárodní hudební soutěži v Ženevě. V roce 1949 se prvně objevila na prknech Opery Garnier v Paříži, roku 1950 debutovala v Covent Garden a La Scale. Prvně též vystoupila na Salcburském festivalu. Roku 1951 debutovala v Metropolitní opeře v New Yorku, roku 1957 ve Vídeňské státní opeře. Po svém premiérovém vystoupení na Bayreuthském festivalu jako Alžběta v Tannhäuseru v roce 1961 se věnovala především koncertní kariéře a vystupovala na písňových recitálech s klavíristy Geraldem Moorem a Geoffreym Parsonsem. Příležitostně vystupovala s dalšími významnými zpěváky, jako byli Elisabeth Schwarzkopfová a Dietrich Fischer-Dieskau. Legendární byly také její recitály španělských písní s klavíristkou Alicií de Larrocha, rodačkou z Barcelony, která byla její blízkou přítelkyní. Zpívala na závěrečném ceremoniálu letních olympijských her v Barceloně v roce 1992, ve věku 68 let. Francouzská vláda ji v roce 1994 udělila Řád čestné legie.